# Фонтанеле (Ферара)
Фонтанеле (итал. Fontanelle) је насеље у Италији у округу Ферара, региону Емилија-Ромања.
Према процени из 2011. у насељу је живело 38 становника. Насеље се налази на надморској висини од 1 м.